# Kostel svatého Ducha (Hořičky)
Kostel Svatého Ducha se nachází v obci Hořičky. Je to barokní kostel postavený na místě původního gotického kostela z roku 1358. V letech 1825–1829 byla přistavěna hranolová zvonice.

## Historie
Kostel byl farní již v roce 1359. V letech 1623–1653 byl filiální kostel do Náchoda, 1653–1709 spravovali farnost jezuité z Žirče, kněží z Úpice, České Skalice (1663) a Náchoda, od roku 1709 je kostel opět farní. V letech 1714–1715 byl současný kostel vystavěn nákladem kněžny Piccolomini.

## Architektura
Barokní, jednolodní budova bez věže. Na stěnách pískovcový sokl a lizény, kolem oken šambrány, valby šindelové, nad kněžištěm pseudogotický, osmiboký sanktusník. V západním průčelí předsíň s polokruhovým vchodem, sklenutá hladce křížem. Ke kněžišti přiléhá přízemní zpovědní síň a jednopatrová sakristie s oratoří s pravoúhlým vchodem a okny, pískovcem orámovanými. Hlavní vchod v západním průčelí polokruhový, stěna průčelní až do římsy lisenována a prolomena prázdnými výklenky, štít nad nízkou atikou s piniemi v bocích, tabulový s vykrojenými křídly a trojúhelníkovým štítkem s křížem, v ploše štítu mandorlovité okno.
Kněžiště je v kostele dlouhé 12,6 m a 8,35 m široké, se závěrem polokruhovým, okna široká, polokruhem sklenutá, ve výklencích, klenbu tvoří koncha a dvě pole valená, s výseči, pásy dělená, pod cípy kleneb římsovité pilastry. Triumfální oblouk segmentový, pilastry obstavěný. Přilehlá zpovědní síň sklenuta třemi plackami, pásem dělenými, vchod do ní pravoúhlý s hladkým rámem. Sakristie i oratoř sklenuty hladce křížem, vchod do sakristie obdélný, vchod do oratoře polokruhový oblouk a plná poprsnice zděná.
Loď dlouhá 13,20 m, široká 10,3 m má stejná okna a je sklenuta třemi poli valené klenby s výseči a dělicími pásy, které spočívají na pilastrech. Kruchta valeně podklenutá má segmentem vypjatou a zalomenou balustrádu. V podkruchtí vchody na kůr a na půdu s pískovcovými rámy.
Hlavní oltář z 18. století tvoří otevřená sloupová architektura s polokruhovou archivoltou, zdobená rokajovými řezbami a vázami, v ní sousoší dvanácti apoštolů hledících na holubici na vrcholu.
Tři postranní oltáře z roku 1876. Na dvou obrazy J. Hellicha – svatá Anna a svatý Jan Nepomucký, na třetím socha Madonny Lurdské.
Náhrobky ve výklencích západní předsíňky a zvenčí ve zdi zpovědní síně.

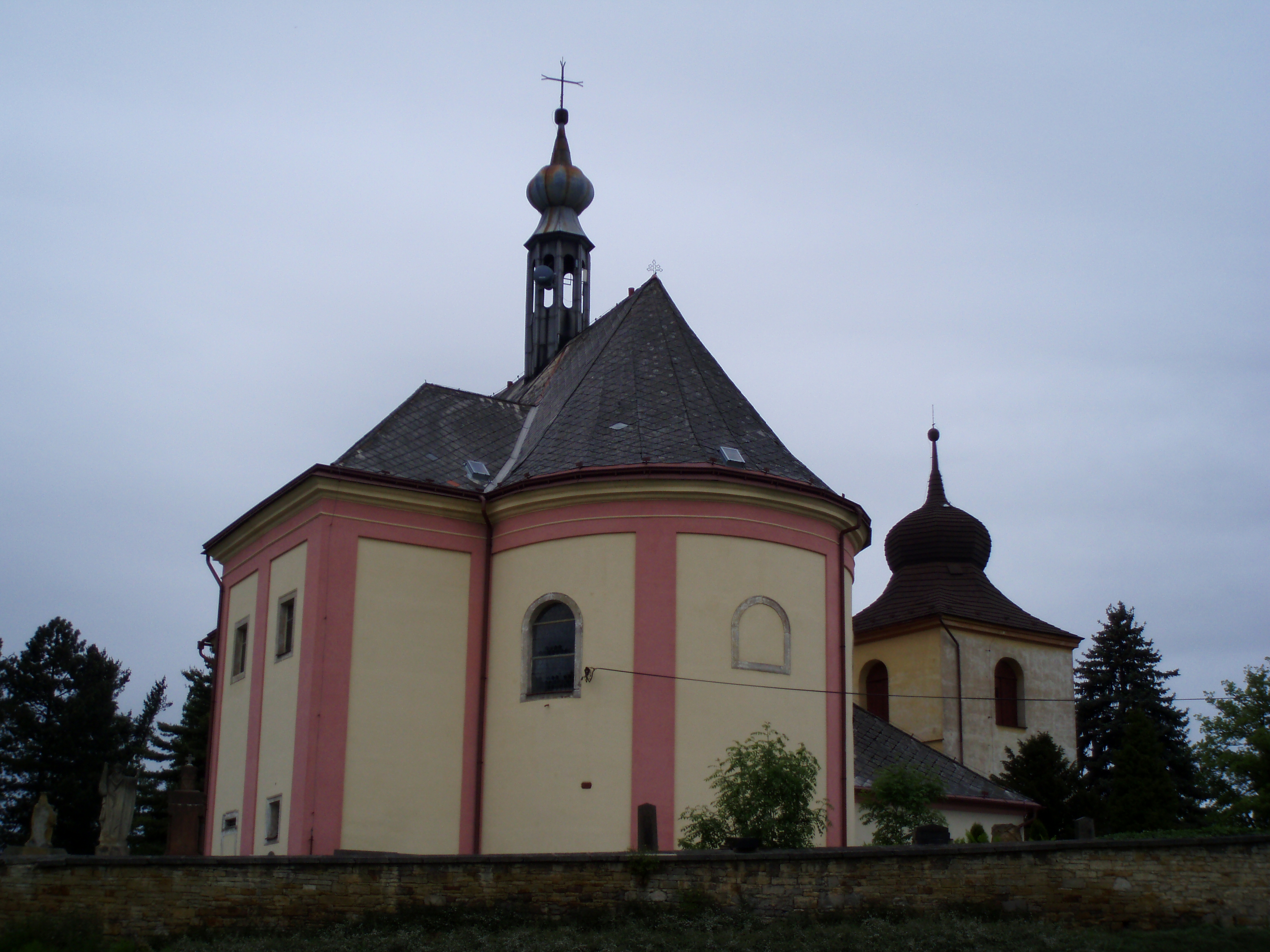
Kostel
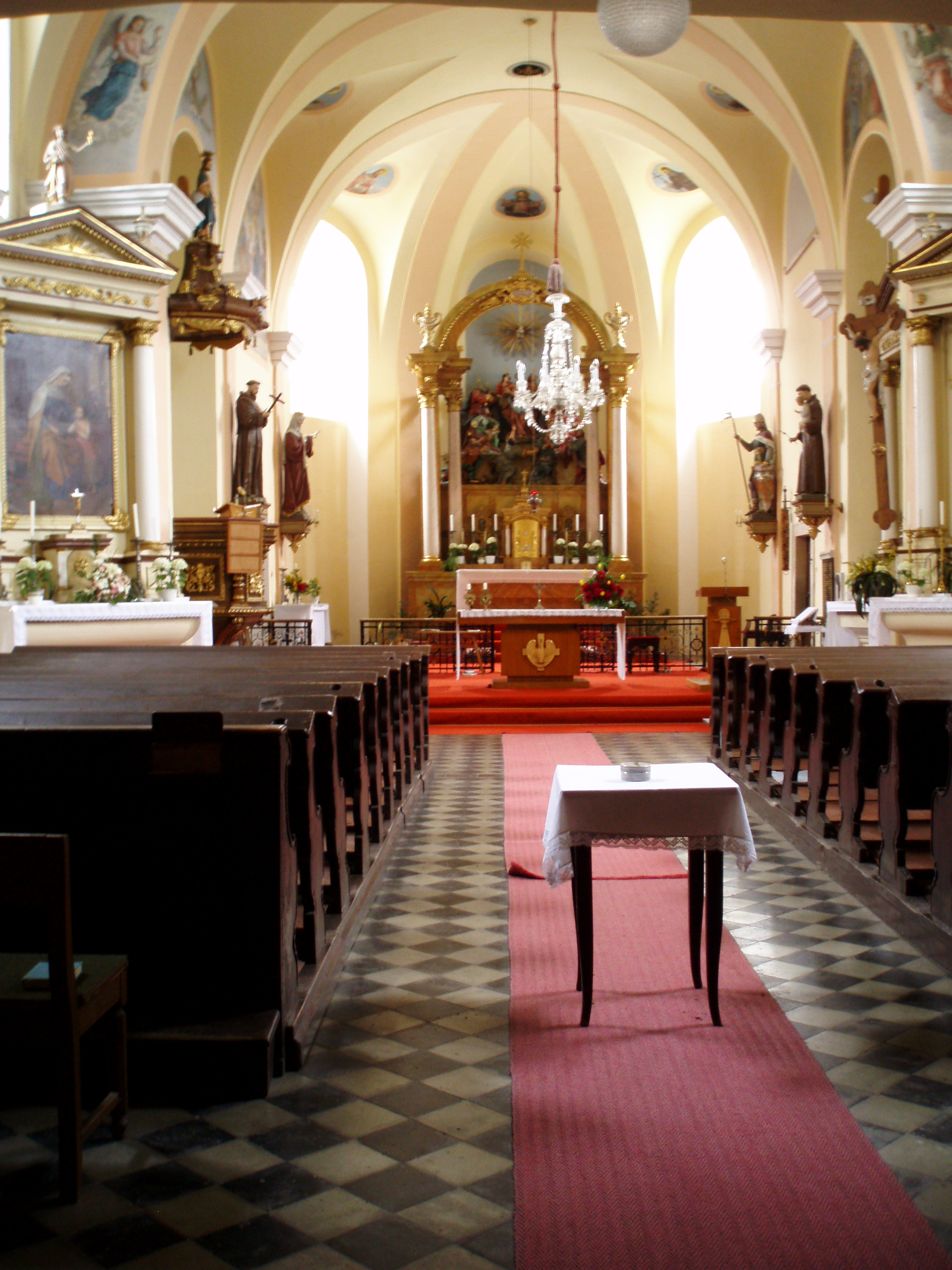
Vnitřek kostela